# Rosengarten Geyerswörth
Der Rosengarten Geyerswörth liegt im Bereich des ehemaligen Schlossparks Geyerswörth in Bamberg vor dem Stadtbad (Geyerswörthstraße 5).

## Geschichte
Durch die käufliche Übernahme des Besitzes Geyer durch das Hochstift Bamberg wurde unter Fürstbischof Johann Georg I. Zobel von Giebelstadt ein Park angelegt, der unter dem eigentlichen Bauherrn des Schlosses, Ernst von Mengersdorf, seine Restausstattung erfuhr. Durch Verkauf und Parzellierung des Schlossgrundstückes aufgrund der Säkularisation verschwand der Park aus dem Stadtbild. Der Gartenbaudirektor Viktor Luster gestaltete 1936 das brachliegende Gelände vor dem Stadtbad um. Als Schmuck erhielt der Rosengarten durch den  Bildhauer Hans Leitherer zwei Brunnen, den nördlichen mit der Statue Die Kauernde von 1938 und den südlichen mit Der Hockende von 1954. Die Gartenanlage fiel dem Bau einer Tiefgarage zum Opfer und wurde 1983 in schlichterer Ausstattung wieder hergestellt.